# Stodůlky

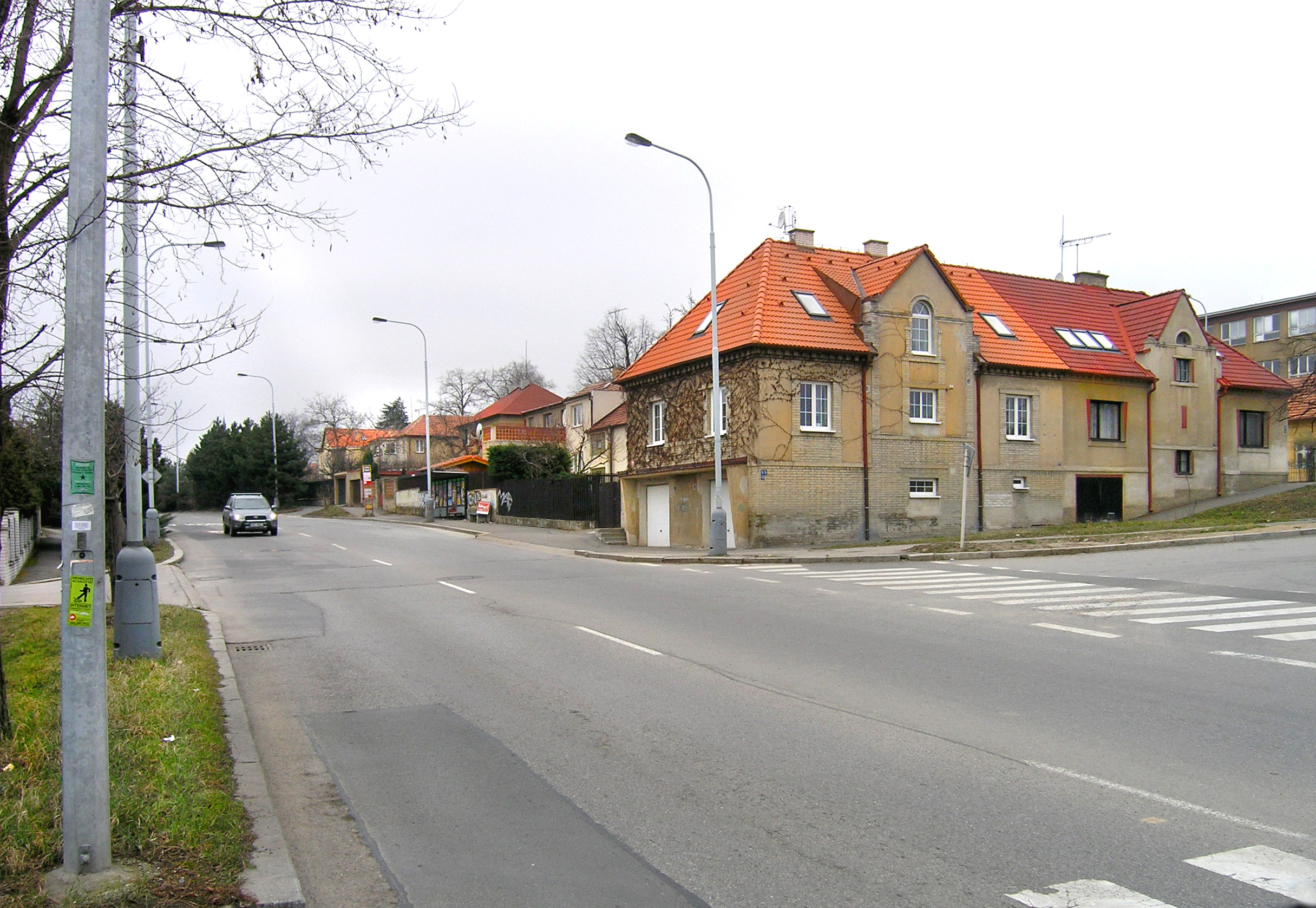
Een straat in Stodůlky.

Stodůlky is een wijk van de Tsjechische hoofdstad Praag aan de westzijde van de stad. Het grootste gedeelte van de wijk vormt samen met de wijk Třebonice en een deel van de wijk Jinonice het gemeentelijke district Praag 13, wat het hoofddistrict is van het administratieve district met dezelfde naam. Een klein deel van Stodůlky hoort bij Praag-Řeporyje, wat ook tot het administratieve district Praag 13 behoort. De wijk heeft in totaal 56.112 inwoners (2006). Tot 1974 was Stodůlky een zelfstandige gemeente, sinds dat jaar hoort het bij de hoofdstedelijke gemeente Praag.